# Szkoły Fundacji im. Wandy z Posseltów Szachtmajerowej

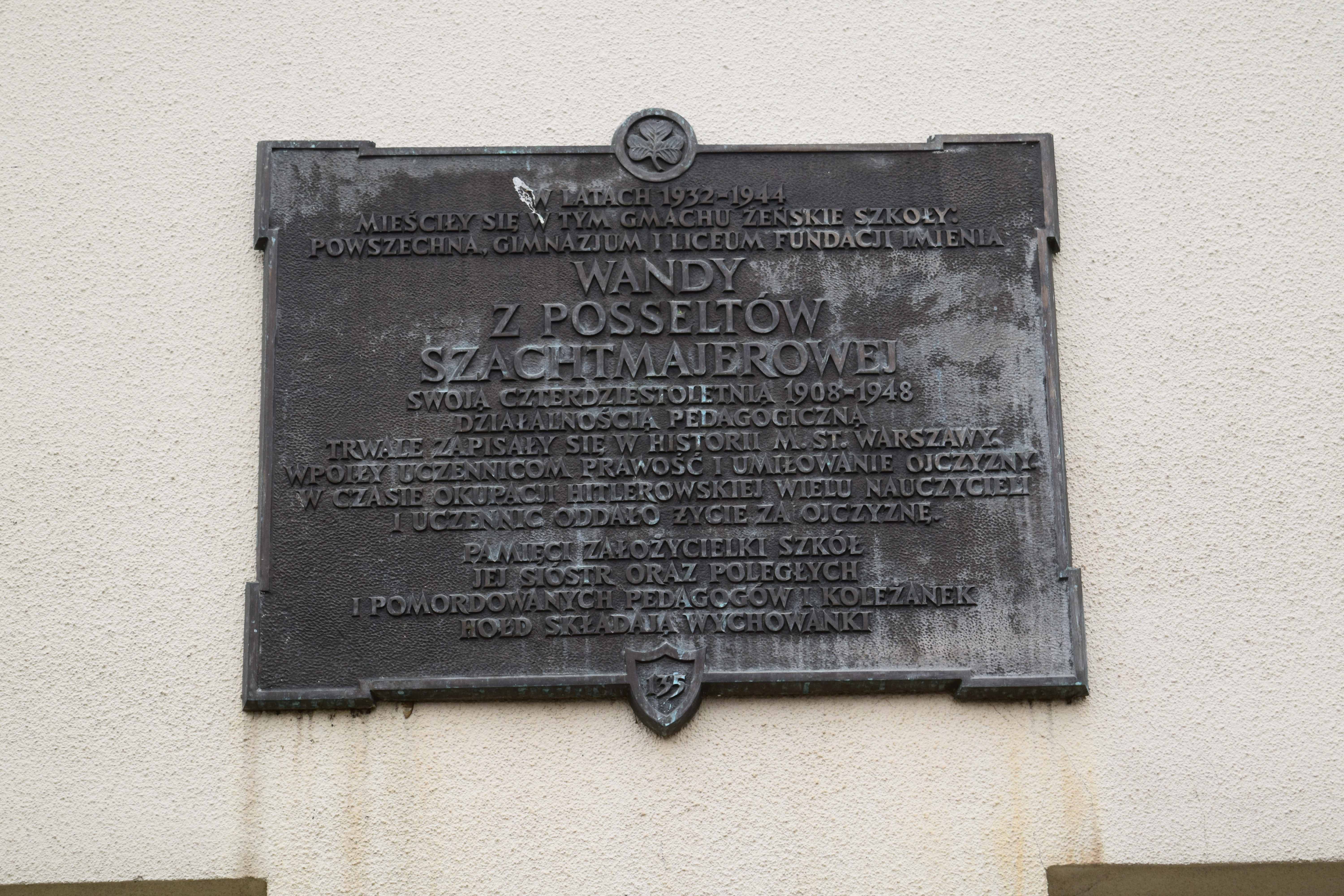
Tablica pamiątkowa na budynku przy ulicy Białobrzeskiej 44 w Warszawie

Szkoły Fundacji im. Wandy z Posseltów Szachtmajerowej – szkoła powszechna, gimnazjum i liceum żeńskie założone w Warszawie w 1908 r. przez siostry Posseltówny.
W 1908 r., gdy w Warszawie, będącej jeszcze pod zaborem rosyjskim, zezwolono na prowadzenie nauczania w języku polskim, pięć sióstr Posseltówien – Wanda, Zofia, Janina, Jadwiga i Irena – założyło szkołę siedmioklasową przy ul. Chmielnej 65. Szkołę tę prowadziła Wanda.
Po 1918 r., już w niepodległej Polsce, szkoła ta została przekształcona w prywatne gimnazjum żeńskie.
W 1930 r., po wyjściu za mąż Wandy Posselt za Kazimierza Szachtmajera, założona została Fundacja Szkół im. Wandy z Posseltów Szachtmajerowej. Rozpoczęto wtedy starania o budowę nowej, dużej i nowoczesnej szkoły żeńskiej. Na terenie niezabudowanej jeszcze wtedy dzielnicy Ochota Fundacja zakupiła plac przy ul. Białobrzeskiej 44. Kamień węgielny pod budynek nowej szkoły wmurował marszałek Józef Piłsudski. Według projektu architektów Tadeusza Tołwińskiego i Romualda Gutta wybudowany został nowoczesny gmach szkolny, w którym powstała prywatna pensja dla dziewcząt: „Gimnazjum Żeńskie im. Wandy z Posseltów Szachtmajerowej w Warszawie”. Przełożoną Szkoły była Wanda Szachtmajerowa, a dyrektorką – najmłodsza z sióstr Posseltówien – Irena. Pozostałe siostry były nauczycielkami. Wysoki poziom kształcenia, jak też sama architektura budynku szkoły, dobitnie ilustrowały zmiany, jakie zachodziły w tym czasie w odrodzonej Warszawie. Dzielnica Ochota przekształcała się szybko z zacofanego, pokrytego polami uprawnymi przedmieścia w nowoczesną dzielnicę, zamieszkaną w znacznym stopniu przez inteligencję.
Dziewczęta z Gimnazjum Fundacji im. Szachtmajerowej chodziły do szkoły w charakterystycznych zielonych mundurkach, które zamówiono w Domu Handlowym Braci Jabłkowskich. Do kompletu należały zielone spódniczki, białe bluzki z marynarskimi kołnierzami, ciemnozielone berety z czarnym pomponem, a także odpowiednio zaprojektowany kostium gimnastyczny i obuwie sportowe. Mundurek zdobiła koniczynka – znak Szkoły. Stroje te cała Warszawa rozpoznawała jako mundurki „Szachtmajerek”.
Do tej prywatnej szkoły uczęszczały dziewczęta z różnych środowisk: „pierwsze córki Rzeczypospolitej” – Wanda i Jadwiga (Jagoda) Piłsudskie, hrabianka Anna Branicka z Wilanowa, przyszła poetka – Wanda Chotomska, a także dziewczęta z rodzin ubogich, którym udzielano zniżek w czesnym. Dzięki dyskrecji dyrekcji szkoły oraz jednolitym strojom dziewczęta biedniejsze nie odróżniały się od bogatych.
Szkoła rozwijała w uczennicach postawę patriotyczną, zamiłowanie do pracy społecznej, zainteresowanie tradycją i przyrodą własnego kraju, a także tolerancję religijną. Na przykład, na życzenie rodziców lekcje religii, oprócz katolickiej, odrębne lekcje prowadzili specjalnie zatrudniani katecheci innych wyznań.
Nauczyciele stawiali wysokie wymagania, o czym świadczy np. fakt, że na poprawę miernej oceny z nielubianej przez Wandę Piłsudską łaciny nie był nawet w stanie wpłynąć tata Marszałek.
Wychowawczynią panienek Piłsudskich była Janina z Sobieckich Słonimska, matka światowej sławy genetyka – Piotra Słonimskiego.
W czasie II wojny światowej, gdy wojsko niemieckie zarekwirowało przestrzenny budynek szkolny na szpital wojskowy, chroniony bunkrem i zasiekami z drutu kolczastego, w skrzydle mieszkalnym budynku, z wejściem od ul. Radomskiej 29, działała nadal szkoła – oficjalnie jako podstawowa z żeńskimi kursami krawiecko-bieliźniarskimi, ale w rzeczywistości prowadzono tajne nauczanie, realizując normalny program gimnazjum i liceum z końcowym egzaminem maturalnym.
Na najwyższym piętrze gmachu Szkoły, w mieszkaniu syna Przełożonej, Leona Szachtmajera, odbywały się w czasie okupacji niemieckiej zebrania konspiracyjne AK, często z udziałem partyzantów. Dyrektorka Szkoły – Irena Posseltówna, syn Przełożonej, Leon Szachtmajer (ps. Gejtawa) i jego żona Elżbieta z Idźkowskich Szachtmajerowa (ps. Daria) byli aktywnymi członkami Armii Krajowej. Leon walczył w powstaniu warszawskim w batalionie moorowym „Gozdawa” na Starym Mieście, potem w Śródmieściu do końca września 1944 r. Za bohaterską walkę został wielokrotnie odznaczony.
W czasie powstania warszawskiego w budynku Szkoły stacjonowała wysunięta placówka oddziału powstańczego Ochoty „Gustaw-Pobóg”, działał też krótko szpital powstańczy. W wyniku walk część budynku szkoły spłonęła, ale mury pozostały nienaruszone.
Bezpośrednio po zakończeniu wojny, wobec braku wystarczających środków finansowych w Fundacji, dzięki staraniom przełożonej szkoły, Wandy z Posseltów Szachtmajerowej, budynek został odremontowany przez instytucję, która za to przez kilka lat korzystała z odremontowanych pomieszczeń.
W tym samym czasie, dzięki przedsiębiorczości sióstr Posseltówien i Przełożonej, udało się uruchomić kilka klas szkolnych w jednej willi w podwarszawskim Komorowie. Tam prowadzono nauczanie niewielkich grup młodzieży na poziomie gimnazjum i liceum, kończone maturami. Prowadzone były też komplety dla dzieci w klasach 1-3 szkoły powszechnej. Nauczanie trwało do chwili zlikwidowania szkół prywatnych dekretem prezydenta Polski Ludowej Bolesława Bieruta w 1946 r. Wskutek tego już następnego dnia po wejściu ustawy przedstawiciele władz wyrzucili na ulicę wyposażenie Szkoły wraz z meblami, nakazując opuszczenie budynku.
Mimo starań Przełożonej Szkoły Wandy Szachtmajerowej nie udało się odzyskać budynku gmachu szkolnego przy ul. Białobrzeskiej 44. Od 2006 roku pod tym adresem mieści się Szkoła Podstawowa Specjalna numer 327.